# Hillebrandite
La hillebrandite è un minerale.